# Auñón (Guadalajara)
Auñón ist ein Ort und eine Gemeinde (municipio) mit 159 Einwohnern (Stand: 2024) im Südwesten der Provinz Guadalajara in der Autonomen Gemeinschaft Kastilien-La Mancha. 

## Lage und Klima
Auñón liegt in einer Höhe von ca. 745 m in der Kulturlandschaft der Alcarria. Die Entfernung zur westnordwestlich gelegenen Provinzhauptstadt Guadalajara beträgt ca. 39 Kilometer (Fahrtstrecke). Im Osten der Gemeinde befindet sich der Entrepeñas-Stausee, der den Tajo aufstaut. Das Klima ist gemäßigt bis warm; Regen fällt übers Jahr verteilt.

## Bevölkerungsentwicklung
| Jahr      | 1970 | 1981 | 1991 | 2001 | 2011 | 2021 |
| Einwohner | 607  | 335  | 283  | 243  | 201  | 140  |

## Sehenswürdigkeiten
- Burgruine El Cuadron

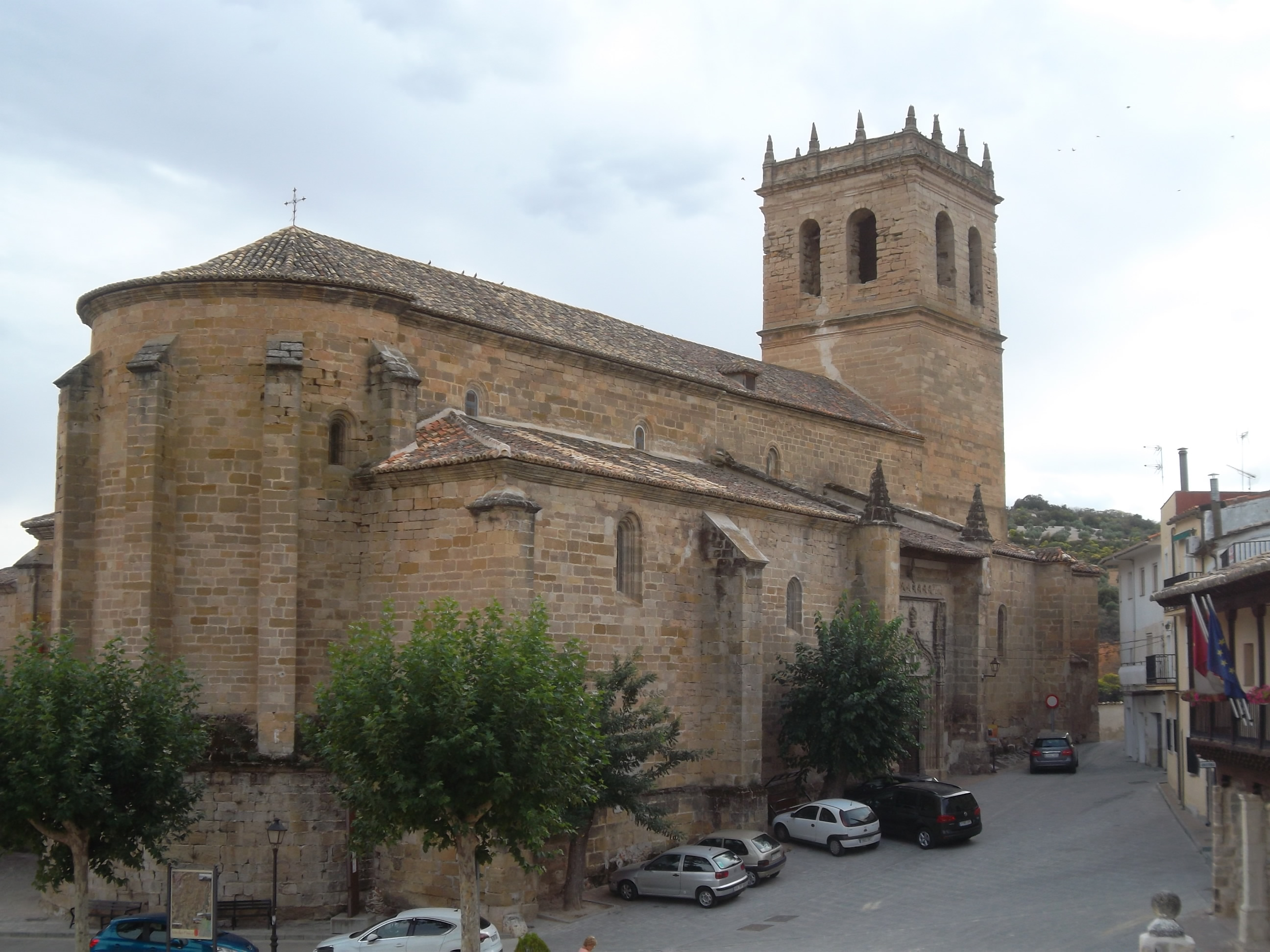
Johannes-der-Täufer-Kirche
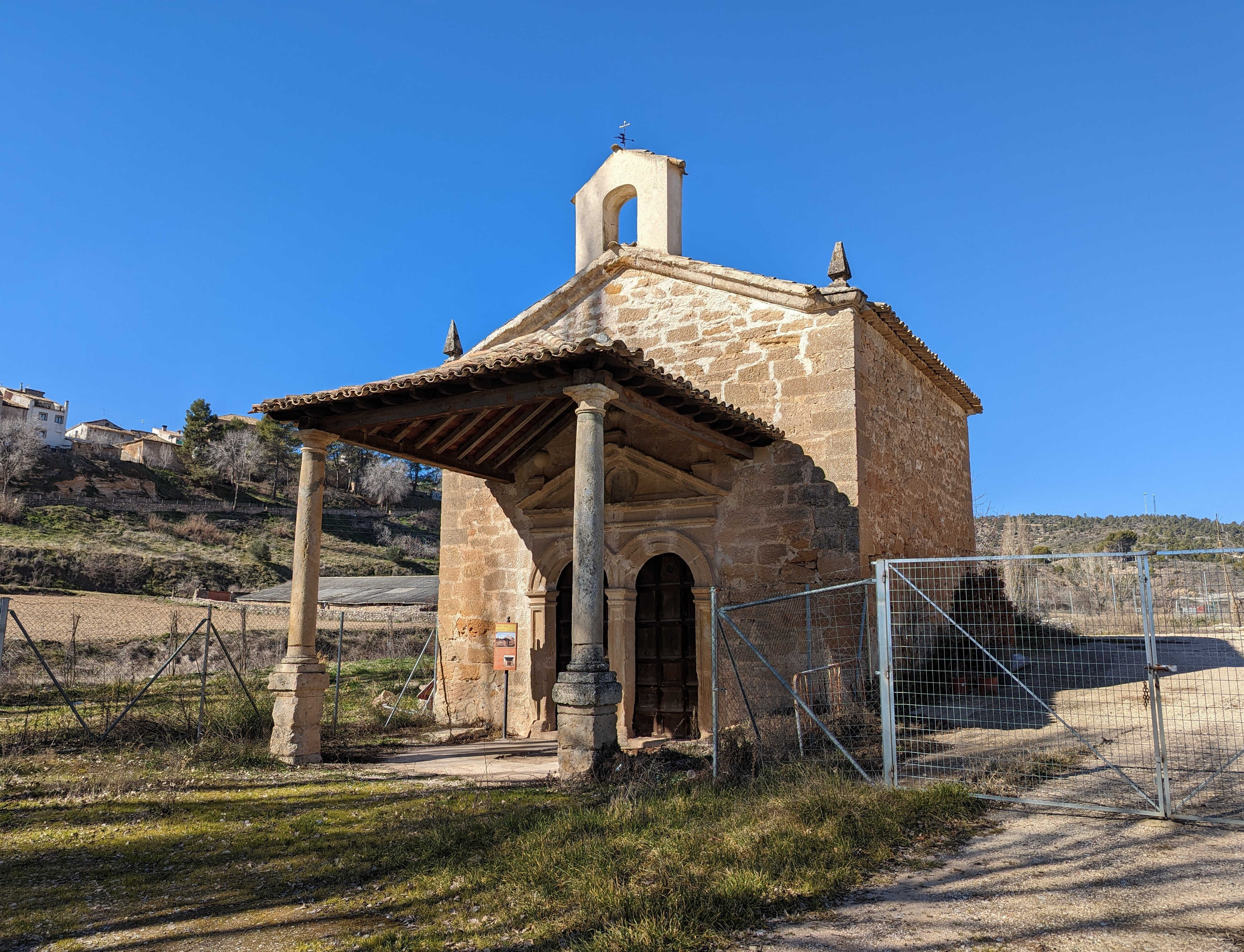
Marienkapelle
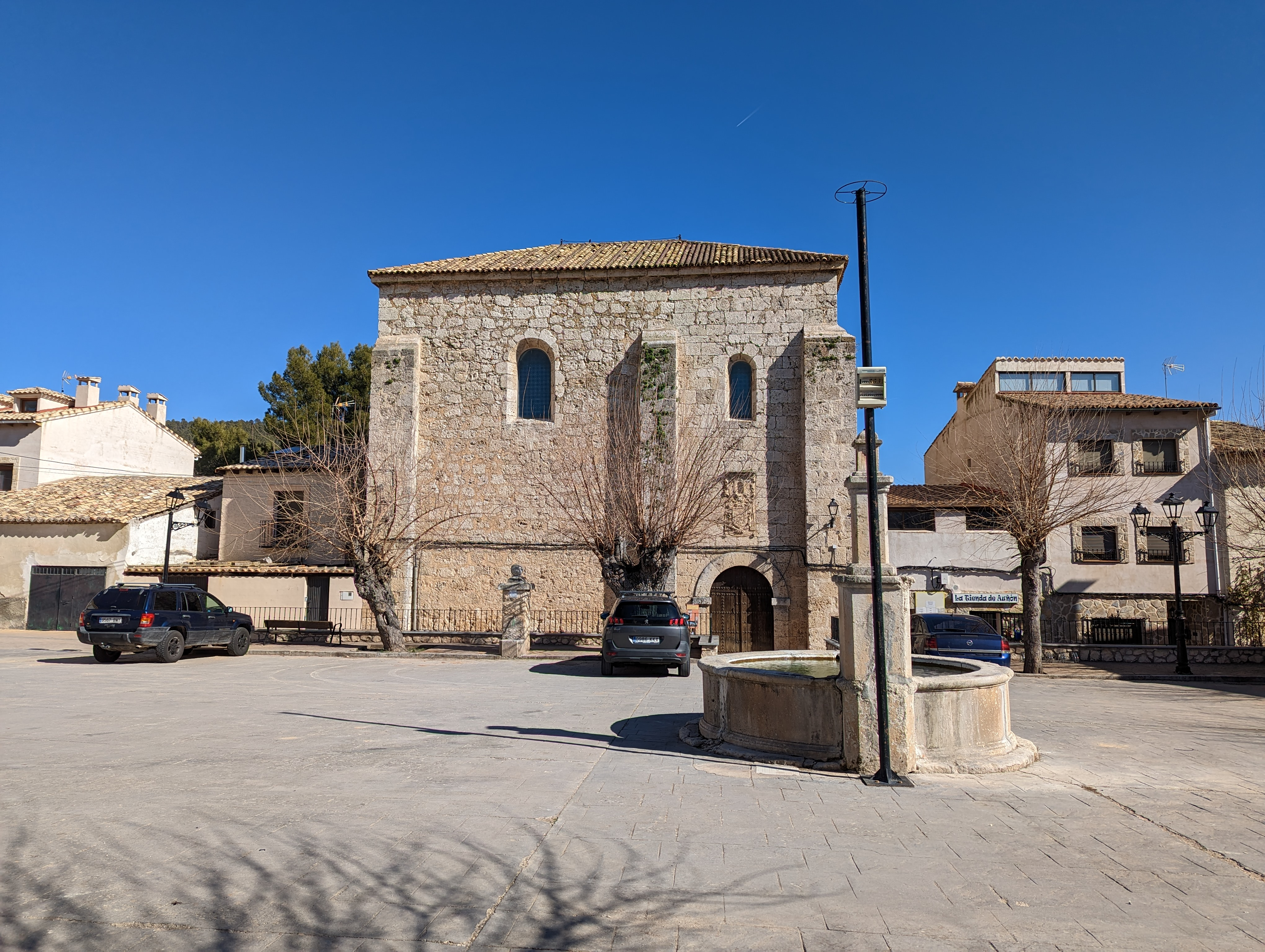
Bischofskapelle
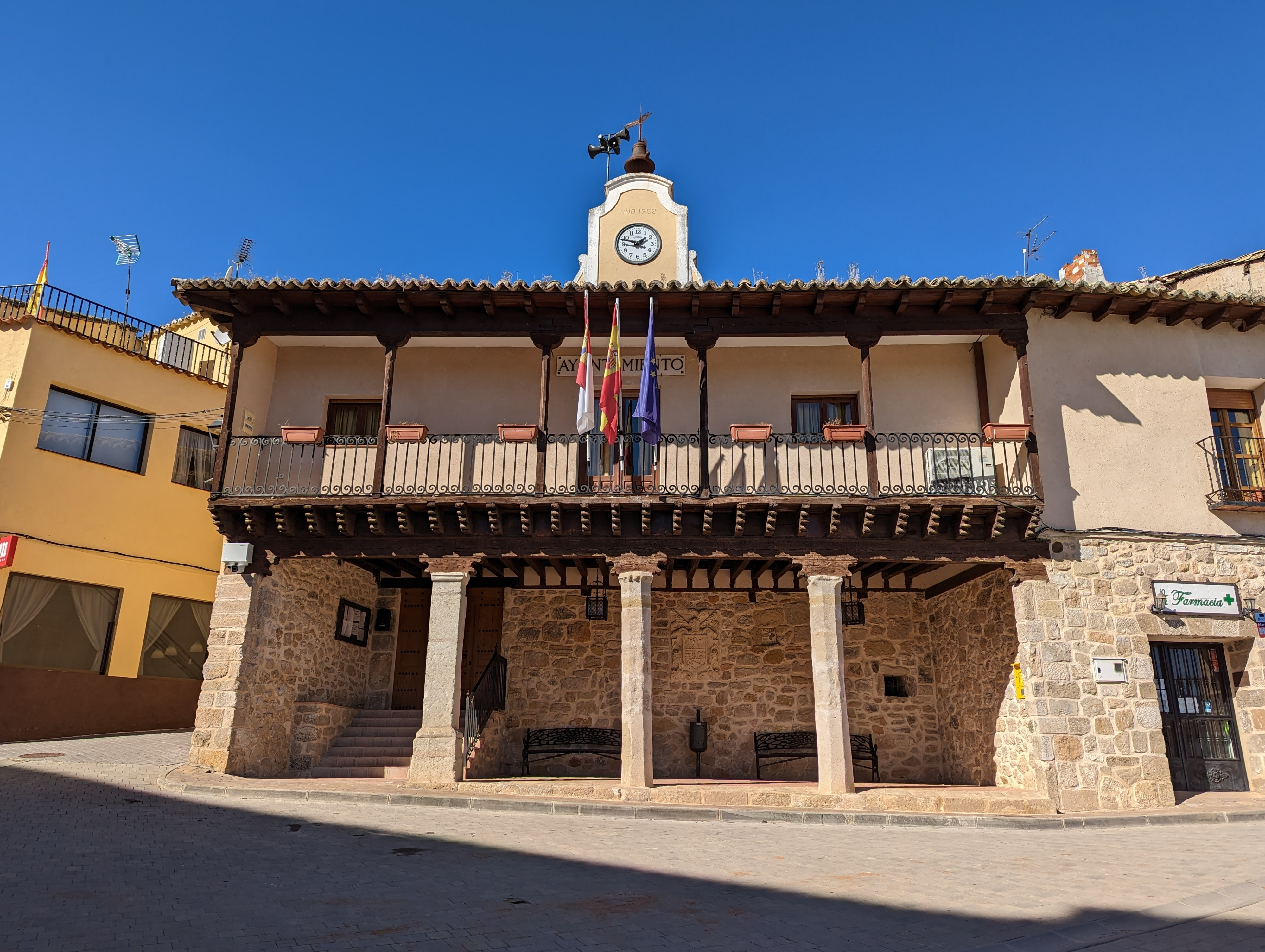
Rathaus

- Johannes-der-Täufer-Kirche
- Marienkapelle
- Bischofskapelle
- Rathaus